# Airbus A310

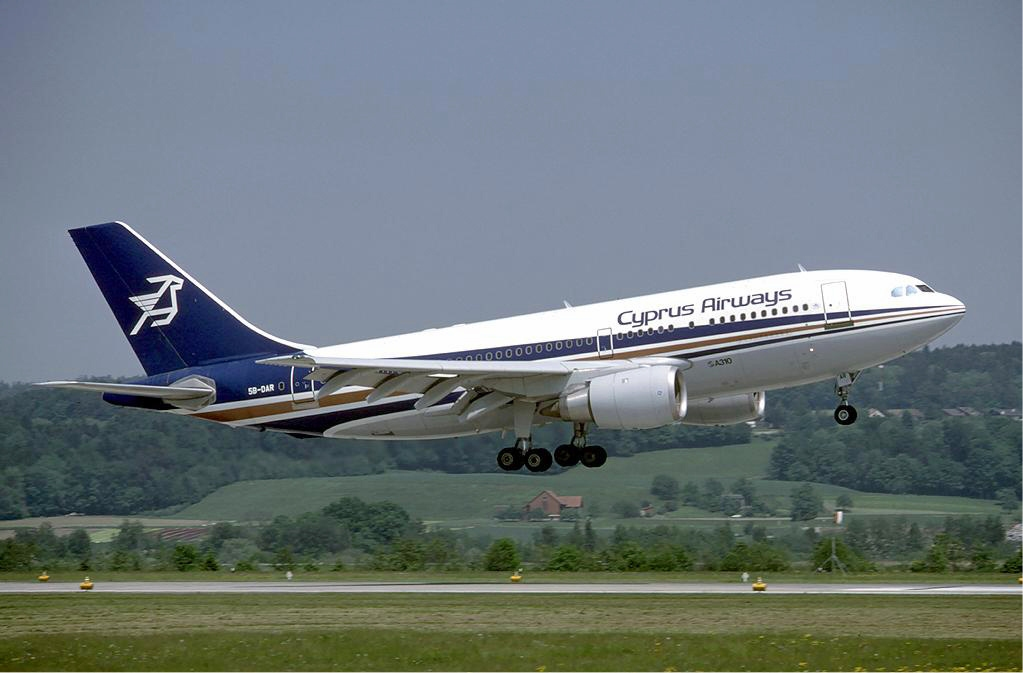
Un Airbus A310-200 di Cyprus Airways.

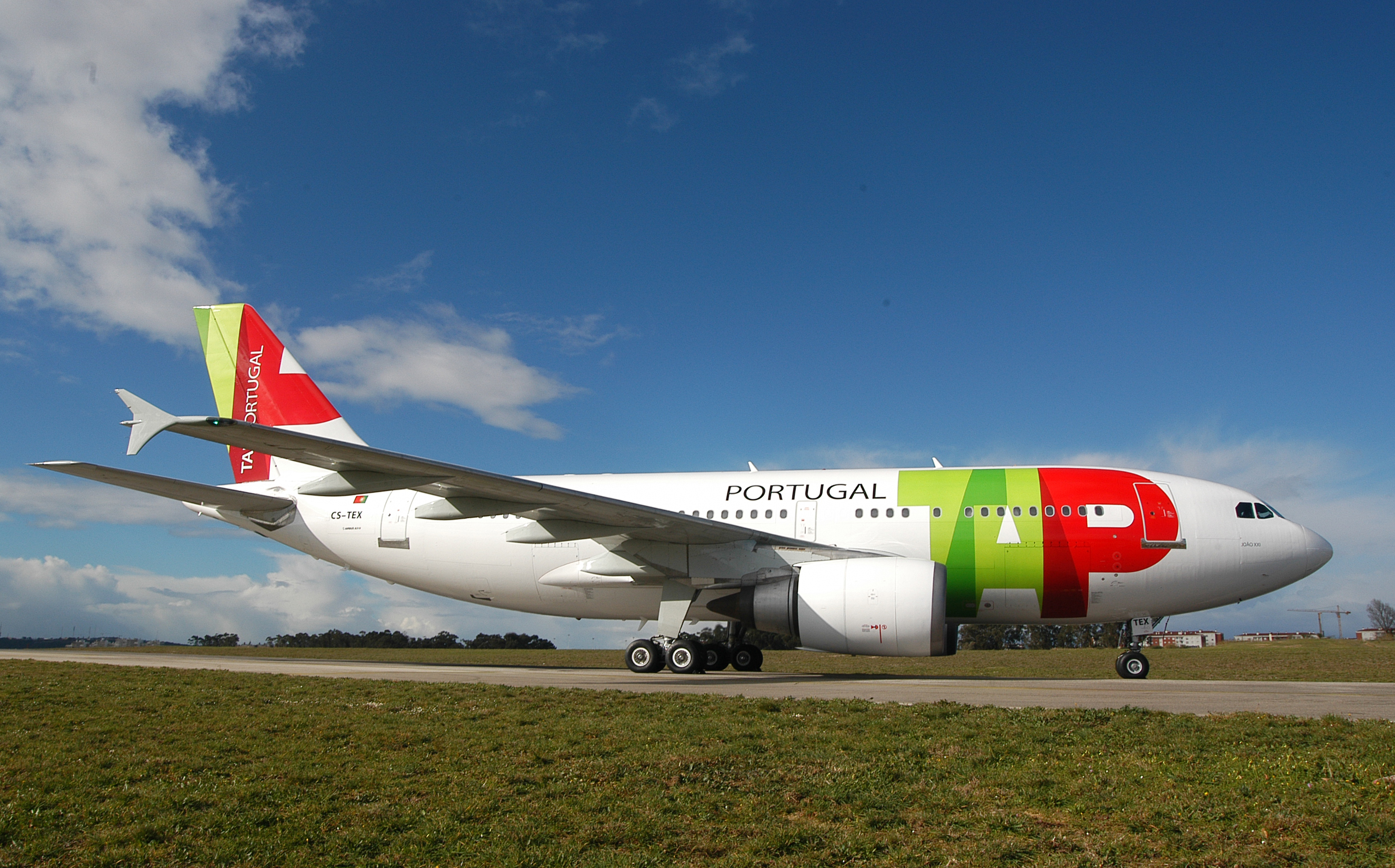
Un Airbus A310-300 di TAP Portugal.

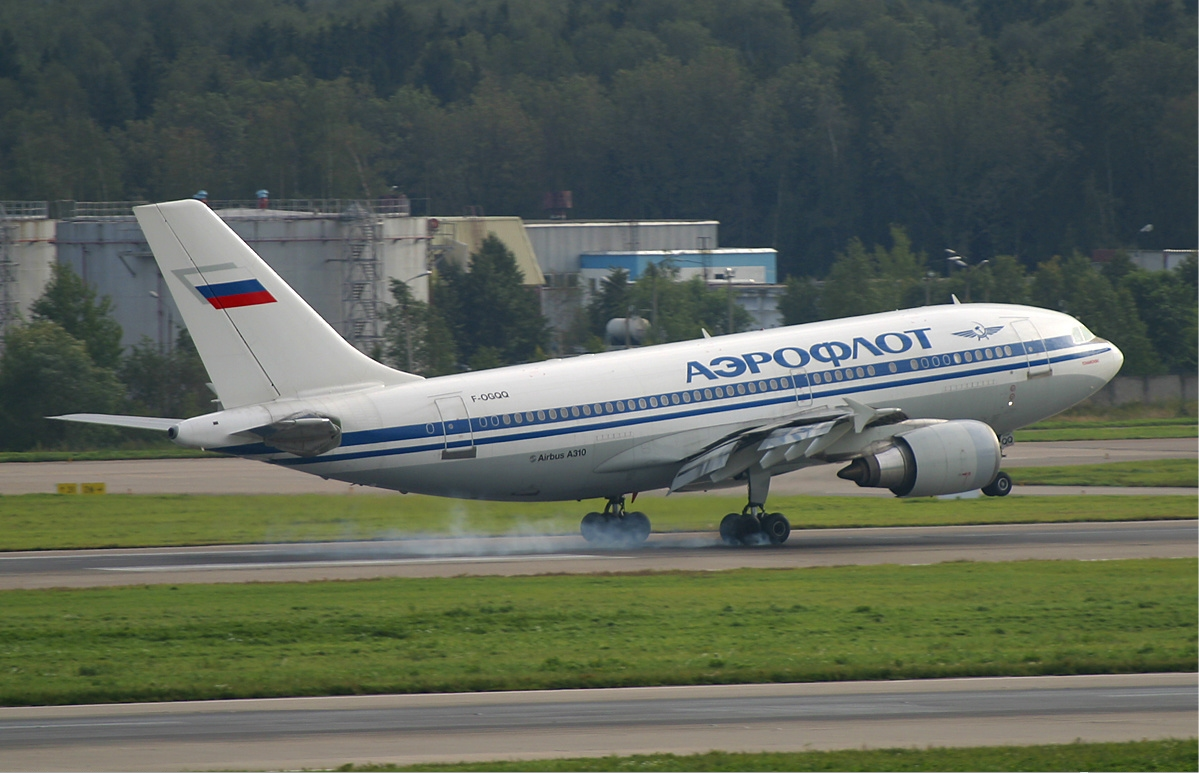
Un Airbus A310-300 nella livrea storica della russa Aeroflot.

L'Airbus A310 è un aereo di linea (ci sono in servizio anche le versioni cargo A310F) per rotte a medio-lungo raggio. La sua produzione iniziò a partire dal 1983 circa e, così come quella dell'A300, è stata interrotta intorno a luglio 2007 anche se l'ultima consegna è stata effettuata nel giugno 1998.
Con 255 esemplari totali prodotti, l'A310 non fu un grandissimo successo commerciale, ma è ricordato per essere il primo bimotore a fusoliera larga con cabina a due posti (poi montata sull'A300-600) a lungo raggio in assoluto, oltre ad essere il primissimo modello a lungo raggio mai prodotto dalla Airbus.

## Storia del progetto
Airbus ha sviluppato l'A310 su richiesta delle compagnie aeree in particolare di Swissair e Lufthansa; le compagnie richiedevano un aereo più corto dell'A300.
Il programma A310 venne lanciato nel luglio del 1978. Rispetto all'A300, il nuovo aereo (denominato inizialmente TA10) si presentava più corto di circa 6,90 metri. Il nuovo velivolo era equipaggiato con sole due porte principali per lato (più una uscita di sicurezza sopra all'ala), e risulta quindi facilmente distinguibile dal precedente A300 che ha tre ingressi principali per lato di cui due davanti all'ala. La stiva poteva contenere solo 14 pallets standard LD-3.
Il nuovo Airbus presentava alcune importanti innovazioni rispetto all'A300. La principale innovazione era costituita da una nuova ala e da un piano di coda completamente nuovi, di minore apertura e superficie, la medesima ala sarà poi utilizzata dall'Airbus per l'A300-600. Altre modifiche strutturali comprendevano un nuovo carrello e nuovi piloni per i motori. La cabina di pilotaggio era, per la prima volta, concepita per soli due piloti.
Airbus prevedeva il modello iniziale, serie -100, che non fu però costruito per la mancanza assoluta di ordini e di interesse da parte delle compagnie aeree.
Swissair (5 ordini) e Lufthansa (10 ordini) furono invece i clienti di lancio della prima versione denominata serie -200. Il primo prototipo (F-WZLH) volò il 03/04/1982 con i motori P&W JT9D-7R4, mentre il secondo esemplare (F-WZLI) volò il 05/08/1982 con i motori GE CF6-80A1. Il programma di test fu molto breve, vista la comunanza con il precedente A300, ed il velivolo ottenne la certificazione in data 11/03/1983 entrando poi in servizio di linea qualche giorno dopo (primo volo commerciale Lufthansa 12/04/1983). Del modello A310-200 sono stati ordinati 85 esemplari (tutti consegnati prima del 1990), oltre alla versione base, era disponibile anche la versione convertibile (prima consegna alla Martinair il 29/11/1984). Quasi tutti questi operatori hanno ora dismesso questo modello di cui molti esemplari sono stati convertiti per l'uso cargo con la compagnia FedEx.
Il 08/07/1985 volò la seconda versione del velivolo, la serie -300, a raggio maggiorato che presenta come caratteristica esteriore più evidente la presenza di piccole winglets triangolari. Il nuovo modello aveva un raggio operativo incrementato mediante l'utilizzo di un serbatoio supplementare nel piano di coda orizzontale, utile anche per il centraggio in volo del velivolo ai fini di una maggiore efficienza. Il nuovo modello fu certificato (con i motori P&W JT9D-7R4E) in data 05/12/1985 entrando in servizio di linea qualche giorno dopo con la Swissair. La versione con i motori GE CF6-80C2 ha volato per la prima volta il 06/09/1985, è stata certificata nell'aprile 1986 e la prima consegna è avvenuta alla Air India. Successivamente si è resa disponibile anche la versione motorizzata con i nuovi P&W 4000 (primo volo 08/11/1986, certificazione giugno 1988)
Il modello A310-300 ha avuto un successo commerciale maggiore rispetto al precedente -200; è stato ordinato in 170 esemplari, tutti già consegnati. In seguito agli ordini ricevuti nel 1989 dalla Czech Airlines e dalla Interflug (la compagnia aerea di bandiera della Germania Est) di tre aerei ciascuna, l'Airbus A310-300 è diventato il primo jet a fusoliera larga di costruzione occidentale ad essere utilizzato dai paesi dell'allora blocco orientale, in seguito anche la Aeroflot ne ordinò 5 esemplari.

## Impiego operativo

### Incidenti
Anni 1990
- Volo Thai Airways International 311
- Volo Aeroflot 593
- Volo Tarom 371

Anni 2000
- Volo Kenya Airways 431
- Volo Air Transat 961
- Volo S7 Airlines 778
- Volo Yemenia 626

## Versioni

### A310-200
- A310-200: la prima versione dell'A310, il 162º Airbus uscito dalla linea di produzione, ha effettuato il suo primo volo il 3 aprile 1982, alimentato dai motori Pratt & Whitney JT9D-7R4D1. È entrato in servizio con Swissair e Lufthansa un anno dopo. I modelli successivi della serie -200 presentano anche estremità alari identiche a quelle della serie -300. I primi tre A310 erano stati inizialmente dotati di alettoni esterni; sono stati successivamente rimossi una volta che i test li hanno rivelati inutili.
- A310-200C: versione convertibile, i sedili possono essere rimossi e il carico merci posizionato sul ponte principale.
- A310-200F: versione cargo dell'A310-200; è disponibile come nuova costruzione o come conversione di un esemplare passeggeri già esistente. Può trasportare 39 tonnellate di merci per 5950 km.[3] Nessun A310-200F è stato costruito a partire da zero, tutti gli esemplari esistenti sono il risultato di una conversione precedentemente descritta.

### A310-300
- A310-300: ha volato per la prima volta l'8 luglio 1985, la variante -300 è dimensionalmente identica alla -200, sebbene permetta un peso massimo al decollo (MTOW) maggiore e un aumento dell'autonomia, fornito dal carburante in un serbatoio centrale aggiuntivo e uno stabilizzatore orizzontale (trim-tank) serbatoi. Questo modello ha anche introdotto estremità alari migliorate per aumentare l'efficienza aerodinamica, caratteristica che è stata successivamente adottata ad alcuni -200. L'aeromobile è entrato in servizio nel 1986 con Swissair. L'A310-300 incorpora un sistema computerizzato di distribuzione del carburante che consente un bilanciamento in volo; questo ottimizza il baricentro spingendo fino a 5000 kg di carburante dentro e fuori dal serbatoio di stabilizzazione orizzontale.
- A310-300C: versione convertibile, i sedili possono essere rimossi e il carico merci posizionato sul ponte principale.
- A310-300F: versione cargo dell'A310-300. Operatori come FedEx Express hanno acquisito A310 versione passeggeri di seconda mano e li hanno convertiti, solitamente a partire dal modello -300. Come per l'A310-200F, nessun A310-300F è stato costruito a partire da zero, tutti gli esemplari esistenti sono il risultato di una conversione precedentemente descritta.

### A310 MRTT
L'A310 è stato gestito da diverse forze aeree come aereo da trasporto (A310-300 MRT), tuttavia molti esemplari sono stati convertiti nella configurazione "Multi Role Tanker Transport" da EADS, fornendo la capacità di rifornimento in volo. Almeno sei sono stati ordinati; quattro dalla Luftwaffe e due dalla Royal Canadian Air Force. Le consegne sono iniziate nel 2004. Tre sono stati convertiti allo stabilimento EADS di Dresda, in Germania, gli altri tre alla Lufthansa Technik di Amburgo, sempre in Germania.

## Dati tecnici
| Dati                                    | A310-200                  | A310-300                  |
| --------------------------------------- | ------------------------- | ------------------------- |
| Codice ICAO                             | A310                      | A310                      |
| Codice IATA                             | 312                       | 313                       |
| Equipaggio in cabina di pilotaggio      | 2 piloti                  | 2 piloti                  |
| Capacità massima passeggeri             | 280                       | 280                       |
| Lunghezza totale                        | 46,66 m                   | 46,66 m                   |
| Diametro cabina                         | 5,29 m                    | 5,29 m                    |
| Diametro fusoliera                      | 5,64 m                    | 5,64 m                    |
| Larghezza piano orizzontale             | 16,26 m                   | 16,26 m                   |
| Apertura alare                          | 43,90 m                   | 43,90 m                   |
| Superficie alare                        | 219,0 m²                  | 219,0 m²                  |
| Freccia alare                           | 28°                       | 28°                       |
| Altezza fusoliera                       | 7,55 m                    | 7,56 m                    |
| Altezza totale                          | 15,95 m                   | 15,86 m                   |
| Passo                                   | 15,21 m                   | 15,21 m                   |
| Peso operativo a vuoto (OEW)            | 79 200 kg                 | 79 200 kg                 |
| Peso massimo senza carburante (MZFW)    | 111 500 kg                | 113 000 kg                |
| Peso massimo durante il rullaggio (MTW) | 139 400 kg                | 153 900 kg                |
| Peso massimo al decollo (MTOW)          | 138 500 kg                | 153 000 kg                |
| Peso massimo all'atterraggio (MLW)      | 121 500 kg                | 123 000 kg                |
| Carico utile massimo                    | 32 200 kg                 | 34 000 kg                 |
| Capacità cargo                          | 112,2 m³                  | 112,2 m³                  |
| Capacità massima carburante             | 61 070 L                  | 61 070 L                  |
| Velocità di crociera                    | 0,80 Mach (987,84 km/h)   | 0,80 Mach (987,84 km/h)   |
| Velocità massima                        | 0,84 Mach (1 037,23 km/h) | 0,84 Mach (1 037,23 km/h) |
| Autonomia                               | 2 500 nmi 4 600 km        | 5 200 nmi 9 600 km        |
| Quota di tangenza                       | 40 000 ft (12 200 m)      | 40 000 ft (12 200 m)      |
| Motori (x2)                             | GE CF6-80A3 PW JT9D-7R4   | GE CF6-80C2 PW4156A       |
| Spinta (x2)                             | 204-218 kN 204-223 kN     | 214-257 kN 219-250 kN     |

| Modello  | Data | Motori                      |
| -------- | ---- | --------------------------- |
| A310-203 | 1985 | General Electric CF6-80A3   |
| A310-204 | 2001 | General Electric CF6-80C2A2 |
| A310-221 | 1985 | Pratt & Whitney JT9D-7R4D1  |
| A310-222 | 1985 | Pratt & Whitney JT9D-7R4E1  |
| A310-304 | 1988 | General Electric CF6-80C2A2 |
| A310-322 | 1987 | Pratt & Whitney JT9D-7R4E1  |
| A310-324 | 1987 | Pratt & Whitney PW4152      |
| A310-325 | 1996 | Pratt & Whitney PW4156A     |

## Utilizzatori
Al febbraio 2024, dei 255 esemplari prodotti, 21 sono operativi. L'Airbus A310 non è più in produzione, tutti i velivoli ordinati sono stati consegnati.

### Civili
Gli utilizzatori sono:
- Iran Airtour (4 esemplari)
- ULS Airlines Cargo (3 esemplari)
- Ariana Afghan Airlines (2 esemplari)
- Air Zero G (1 esemplare)
- Al-Atheer Aviation (1 esemplare)
- Iran Air (1 esemplare)
- Royal Jordanian (1 esemplare)
- Meraj Airlines (1 esemplare)
- Yazd Airways (1 esemplare)

### Governativi e militari
Gli utilizzatori sono:
- Forza Aerea del Canada (4 esemplari)
- Forza Aerea della Spagna (2 esemplari)